# 梅根悟
梅根 悟（うめね さとる、1903年9月12日 - 1980年3月13日）は、日本の教育学者。専門は西洋教育史。東京教育大学名誉教授・和光大学初代学長。

## 来歴
福岡県生まれ。東京高等師範学校を経て、（旧制）東京文理科大学卒業。1936年から埼玉県内の中学校に数校勤務し、1946年埼玉県川口市助役。1948年、東京文理科大学助教授、翌年東京教育大学教授。1966年定年退官、名誉教授、和光大学を創設して初代学長に就く。
戦後、石山脩平とともにコアカリキュラム連盟（現、日本生活教育連盟）を主宰し、和光学園を実験校とした。1951年に日教組の教研集会講師を務めて以来、長年にわたって日教組の教育研究運動に協力した。教育史学会代表理事や日本教育学会会長も務めた。また、民主教育をすすめる国民運動（労働組合、日本科学者会議、日本子どもを守る会など16団体が参加）の代表委員に就任し、1973年には筑波大学設置の反対運動などを行った。少年マガジン創刊時に、編集賛助員として関与した。
これらの多角的な活動から「梅根の前に梅根なく、梅根の後にも梅根なし」と評された。倉沢剛は、梅根が教育改革に熱心なあまり、学術的著述が少ないことを惜しんだ。

## 著作
- 『労作教育新論』（成美堂書店） 1933
- 『高等小学の学級経営』（成美堂書店） 1937
- 『初等教授改革論』（賢文館、革新教育叢書） 1940
- 『初等国民学校の理念』（成美堂） 1940
- 『国民教育の新体制』（河出書房） 1941
- 『新教育への道』（誠文堂新光社） 1947
- 『初等理科教授の革新』（誠文堂新光社、教育新書） 1948
- 『新教育と社会科』（河出書房、教育文庫） 1948
- 『生活学校の理論 新しき生活教育の建設のために』（国立書院） 1948
- 『カリキュラム改造 その歴史的展開』（金子書房、教育学全書） 1949
- 『教育制度』（三省堂出版） 1949
- 『コア・カリキュラム 生活学校の教育設計』（光文社） 1949
- 『コア・カリキュラムの本質』（誠文堂新光社） 1949
- 『ヒューマニズムの教育思想 新教育思想の源流』（中央教育出版） 1949
- 『新しい中学校の教育』（国土社） 1950
- 『教育方法』（誠文堂新光社、教職教養シリーズ） 1950
- 『現代訓育論』（明治図書出版） 1950
- 『新エミール』（誠文堂新光社） 1951
- 『単元』（誠文堂新光社） 1951
- 『西洋教育史』（誠文堂新光社） 1952
- 『中等教育原理』（誠文堂新光社） 1952
- 『中等教育課程』（誠文堂新光社） 1953
- 『問題解決学習』（誠文堂新光社） 1954
- 『世界教育史 人間は人間を幸福にできる その考え方の歴史』（光文社） 1955
- 『コメニウス』（牧書店、西洋教育史） 1956
- 『中世ドイツ都市における公教育制度の成立過程』（誠文堂新光社） 1957
- 『教育の歴史』（新評論、女教師双書） 1961
- 『国民教育の改革 子どものための教育をめざして』（誠文堂新光社） 1963
- 『ソヴェート教育紀行』（紀伊国屋新書） 1963
- 『教育史学の探求』（講談社） 1966
- 『私の大学論』（誠文堂新光社） 1966
- 『近代国家と民衆教育 プロイセン民衆教育政策史』（誠文堂新光社） 1967
- 『西洋教育思想史』（誠文堂新光社） 1968 - 1969
- 『大学教育論』（誠文堂新光社） 1970
- 『ルソー「エミール」入門』（明治図書出版、教育学古典解説叢書） 1971
- 『私の中教審答申批判』（明治図書出版） 1972
- 『教育研究五十年の歩み』（教育史研究会編、講談社） 1973
- 『小さな実験大学』（講談社） 1975
- 『日本の教育改革』（大月書店、国民文庫、現代の教養） 1975
- 『私の教育改革論』（明治図書出版） 1975
- 『梅根悟教育著作選集』全8巻（明治図書） 1977
- 『梅根悟障害者教育論集』（障害者の教育権を実現する会編、現代ジャーナリズム出版会） 1981
- 『歴史に生きる 教育断想』（あゆみ出版） 1982
- 『教育の話』（ほるぷ出版、ほるぷ現代ブックス） 1984

## 共編著
- 『新教育学精説』（海後勝雄共著、成美堂書店） 1934
- 『小学校の特別教育活動』（編、金子書房） 1952
- 『学習指導法』（川合章共著、金子書房、大学教職課程シリーズ） 1955
- 『教育小辞典』（石山脩平共編、金子書房） 1955
- 『音楽科指導の技術』（瀬戸尊共著、東洋館出版社、講座・初等教育技術） 1957
- 『学級経営の技術』（小島忠治共著、東洋館出版社、講座・初等教育技術） 1957
- 『国語科指導の技術』（泉節二共著、東洋館出版社、講座・初等教育技術） 1957
- 『算数科指導の技術』（守屋操共著、東洋館出版社、講座・初等教育技術） 1957
- 『現代教科教育講座』全7巻（勝田守一共編、河出書房） 1957
- 『社会科教育のあゆみ』（岡津守彦共編、小学館、新教育の実践体系） 1959
- 『西洋教育史 民衆教育のあゆみ』（編、黎明書房） 1959
- 『教育学テキスト講座』（長田新企画、皇至道, 荘司雅子共編、御茶の水書房） 1962 - 1963
- 『世界近代教育史 現代教育の史的展望』（編、黎明書房） 1962
- 『現代教育改革 その世界的動向』（安藤尭雄共編、東洋館出版社） 1963
- 『実践教育技術』（井坂行男, 辰見敏夫共編、お茶の水書房） 1964
- 『教育原理』（編著、誠文堂新光社、新・教職教養シリーズ） 1965
- 『テストにおわれる子ら』（編、誠文堂新光社） 1965
- 『幼稚園・保育園100科 領域別』1 - 7（久保田浩, 横地清共編、誠文堂新光社） 1967 - 1968
- 『保育原理』（編、誠文堂新光社、新・教職教養シリーズ） 1968
- 『教育学の名著 12選』（長尾十三二共編、学陽書房、名著入門ライブラリー） 1974
- 『日本の教育改革を求めて』（教育制度検討委員会、編、勁草書房） 1974
- 『総合学習の探究』（海老原治善, 丸木政臣共編、勁草書房、教育改革シリーズ） 1977

## 監修
- 『世界教育学選集』既刊80巻（監修、明治図書）
- 『世界教育史体系』既刊16巻（監修、講談社）

## 翻訳
- 『国家権力と教育 大学論・教育学講義序説』（シュライエルマッヘル、梅根栄一共訳、明治図書出版、世界教育学選集） 1961
- 『政治と教育 隠者の夕暮他』（ペスタロッチ、明治図書出版、世界教育学選集） 1965
- 『大学の理念と構想』（フィヒテ、編訳、明治図書出版、世界教育学選集） 1970
- 『デューイ実験学校』（メイヨー、エドワーズ、石原静子共訳、明治図書出版、シリーズ・世界の教育改革） 1978

## 追悼文集
- 『マルサス・リカードとその時代 梅根悟博士追悼論文集』（和光大学経済学部、白桃書房） 1981